# Killiney
Killiney (iriska: Cill Iníon Léinín) är ett samhälle i grevskapet Dublin på Irland beläget i utkanten av huvudstaden Dublin. Området ligger vid kusten, söder om grannen Dalkey och norr Shankill.
Det iriska namnet betyder Leinins döttrars kyrka.
En känd invånare i Killiney är Bono från gruppen U2.